# Jean-Pierre de Landerset
Jean-Pierre de Landerset, né le 9 avril 1781 à Fribourg (originaire du même lieu) et mort le 29 mai 1849 dans la même ville, est une personnalité politique du canton de Fribourg, en Suisse, membre du parti libéral.
Il est membre du Conseil d'État de 1836 à 1847 et de 1848 à sa mort en 1849.

## Sources
- Georges Andrey, John Clerc, Jean-Pierre Dorand et Nicolas Gex, Le Conseil d’État fribourgeois : 1848-2011 : son histoire, son organisation, ses membres, Fribourg, Éditions La Sarine, 2012, 143 p. (ISBN 978-2-88355-153-4, lire en ligne), p. 33